# هيو جاكسون
هيو جاكسون (بالإنجليزية: Hugh Jackson)‏ هو لاعب غولف أيرلندي، ولد في 28 فبراير 1940 في Newtownards ‏ في المملكة المتحدة، وتوفي في 27 سبتمبر 2015.

## وصلات خارجية
- هيو جاكسون على موقع رابطة أوروبا للاعبي الغولف المحترفين (الإنجليزية)